# Zapylenie krzyżowe

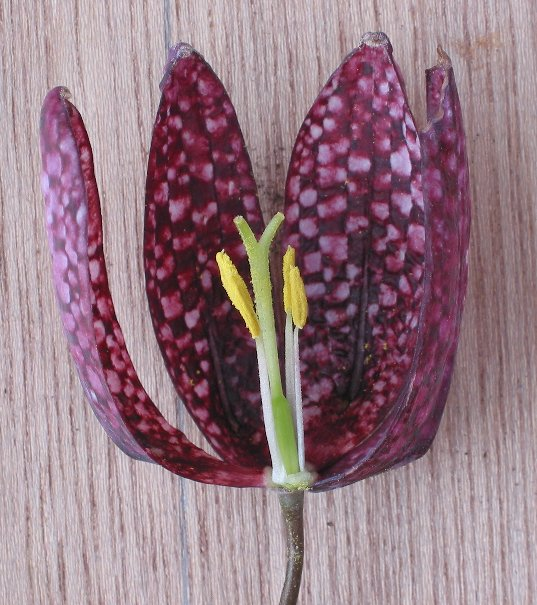
Duży barwny kwiat zwabia owady. Budowa pręcików i słupka uniemożliwia samozapylenie

Zapylenie krzyżowe (ksenogamia, allogamia) – rodzaj zapylenia, podczas którego pyłek dostający się na słupek pochodzi z pręcików kwiatu tego samego gatunku rośliny, ale znajdującego się na innej roślinie. W ten sposób uzyskuje się osobniki potomne o zróżnicowanym składzie genetycznym. 
Rośliny wydające potomstwo w wyniku zapylenia pyłkiem pochodzącym od innych roślin danego gatunku nazywane są roślinami obcopylnymi. Genotyp obcopylnych jest wysoce heterozygotyczny i cecha ta często decyduje o bujności i żywotności. W przeciwieństwie do roślin samopylnych, u których rzadkie są nowe zestawienia genów, kolejne pokolenia roślin obcopylnych czerpią z szerokiej puli genów. W przypadku samozapylenia, niekorzystne recesywne geny mogą ulegać ekspresji przez osiągnięcie homozygotyczności, co prowadzi do depresji wsobnej. Zjawisko to można odwrócić przez krzyżowe zapylenie takich roślin. Jeśli obie rośliny rodzicielskie będą wysoce homozygotyczne (a przez to mało żywotne), wówczas ich potomstwo może wykazywać ponadprzeciętną bujność.
Występowaniu zapylenia krzyżowego sprzyja dwupienność (męskie i żeńskie organy rozrodcze na osobnych roślinach), w mniejszym stopniu jednopienność (męskie i żeńskie organy rozrodcze na tej samej roślinie, ale nie w tym samym kwiecie). Poza tym rośliny wykształciły różne mechanizmy zapobiegające samozapyleniu: 
- przedprątność
- przedsłupność
- różnosłupkowość
- samopłonność

W warunkach naturalnych zapylenie krzyżowe może nastąpić za pośrednictwem owadów (entomogamia), ptaków (ornitogamia) i innych zwierząt (zoogamia), wiatru (anemogamia), wody (hydrogamia). Kwiaty roślin wykazują szereg przystosowań wspierających zapylenie krzyżowe. Przykładowo jasnotowe (Lamiidae) często wydzielają nektar i substancje zapachowe zwabiające owady. U szałwii występują dodatkowo sprężynujące pręciki, które umożliwiają aktywne obsypanie owada pyłkiem.
Do roślin uprawnych, u których dominuje zapylenie krzyżowe należy m.in. kapusta (Brassica oleracea), ogórek (Cucumis sativus), kukurydza (Zea mays), czosnek (Allium spp., w tym cebula), rzodkiewka (Raphanus sativus), żyto (Secale cereale), ziemniak (Solanum tuberosum), burak (Beta vulgaris), kawon (Citrullus lanatas), marchew (Dacus carota), słonecznik (Helianthus annuus), banany (Musa spp.). 